# Josef Brunner (Politiker, 1909)
Josef Brunner (* 21. Juni 1909 in München; † 1982) war ein deutscher Politiker der CSU. Er war Generalsekretär der CSU.

## Leben und Politik
Josef Brunner war bis 1929 Bankkaufmann in München. Danach absolvierte er von 1929 bis 1933 ein Studium der Wirtschaftswissenschaften in Berlin, wo er von 1930 bis 1933 auch Vorsitzender des Ortsverbandes der Zentrumsstudenten war. 1933 war er Referent im Generalsekretariat der Deutschen Zentrumspartei. 1945 gehörte er zu den Mitbegründern des CSU.
Brunner war von 1949 bis 1952 stellvertretender Generalsekretär. Im Dezember 1952 wurde er als Nachfolger von Franz Josef Strauß zum Generalsekretär ernannt. Daneben war er von 1950 bis 1954 Mitglied des CSU-Landesvorstands und von 1951 bis 1954 mit den Aufgaben eines CSU-Landesgeschäftsführers betraut. Im Oktober 1954 trat er von allen Ämtern wegen finanzieller Unregelmäßigkeiten zurück. Er wurde von Heinz Lechmann als Generalsekretär abgelöst.